# Кастели Романи
Кастели Романи (Castelli Romani; или само Castelli) е местност от 16 общини в регион Лацио в Италия, които се намират на планината Албани, на 20 до 53 км югоизточно от Рим.
Названието „Кастели Романи“ („римски замъци“) е за туристически цели и идва от многото вили, които благородниците и богатите жители на Рим от древността си строят в тази местност.
Кастели Романи не е админастративен център.
В областта се намират две езера Албано и Неми.
Следните общини се намират в Кастели Романи:
- Албано Лациале
- Арича
- Кастел Гандолфо
- Колона
- Фраскати
- Генцано ди Рома
- Гротаферата
- Ланувио
- Лариано
- Марино
- Монте Компатри
- Монте Порцио Катоне
- Неми
- Рока ди Папа
- Рока Приора
- Велетри